# Romeo Bertini
Romeo Luigi Bertini (ur. 21 kwietnia 1893 w Gessate, zm. 29 sierpnia 1973 w Mediolanie) – włoski lekkoatleta (długodystansowiec), wicemistrz olimpijski z 1924.
Zdobył srebrny medal w biegu maratońskim na igrzyskach olimpijskich w 1924 w Paryżu za Albinem Stenroosem z Finlandii. Ustanowił wówczas swój rekord życiowy – 2:47:20.
Startował w maratonie na igrzyskach olimpijskich w 1928 w Amsterdamie, ale nie ukończył biegu.
Był mistrzem Włoch w maratonie w 1924.
Hala sportowa w Gessate, rodzinnej miejscowości Romeo Bertiniego, jest nazwana jego imieniem.